# Trichesthes setidorsis
Trichesthes setidorsis är en skalbaggsart som beskrevs av Bates 1888. Trichesthes setidorsis ingår i släktet Trichesthes och familjen Melolonthidae. Inga underarter finns listade i Catalogue of Life.